# Национальный исследовательский ядерный университет «МИФИ»
Национа́льный иссле́довательский я́дерный университет «МИФИ́» (полное наименование — Федеральное государственное автономное образовательное учреждение высшего образования «Национальный исследовательский ядерный университет „МИФИ“») — один из первых двух национальных исследовательских университетов России (наряду с МИСиС), образован 8 апреля 2009 года на базе Московского инженерно-физического института (государственного университета).
НИЯУ МИФИ ведёт историю от основанного 23 ноября 1942 года Московского механического института боеприпасов (ММИБ). Занятия начались 1 января 1943 года. Первый адрес института — улица Кирова (сейчас Мясницкая) в знаменитом доме Юшкова.
Первоначальной целью института ставилась подготовка специалистов для военных и атомных программ Советского Союза. В 1945 году переименован в Московский механический институт, а в 1953 году — в Московский инженерно-физический институт (МИФИ). С 1993 года — Московский государственный инженерно-физический институт (технический университет). С 2003 года — Московский инженерно-физический институт (государственный университет).
На территории университета находится научно-исследовательский ядерный реактор бассейнового типа. В 2024 году после режима длительного останова (более 13 лет) ИРТ МИФИ возобновил свою работу.
Университет является опорным вузом Госкорпораций «Росатом» и «Роскосмос», а также партнёром Росфинмониторинга и Лаборатории Касперского.

## История
23 ноября 1942 года подписано Постановление № 1871—872с Совета Народных Комиссаров (СНК) СССР об образовании Московского механического института боеприпасов (ММИБ) Народного комиссариата боеприпасов (НКБ) на базе Московского завода боеприпасов № 398 НКБ. Институту переданы здания эвакуированного Московского полиграфического института — дом № 21 (Дом Юшкова) на улице Кирова (сейчас Мясницкая).
Общая площадь, выделенная ММИБ, составляла 10810 м2, из них 9 аудиторий, 13 кабинетов, два чертёжных зала, слесарная и механическая мастерские, спортзал, комната отдыха. В зале под стеклянной крышей была поставлена 75-миллиметровая пушка. При этом в помещениях института отопление, водопровод и канализация не работали, электроэнергия подавалась на 4 часа в сутки.
В институте были организованы 3 факультета: 1. Трубок и взрывателей. 2. Снарядов, мин, авиабомб. 3. Патронов и гильз. Также были организованы 21 кафедра, в том числе: физики (И. В. Ипатов), высшей математики (Н. М. Бескин), металловедения и металлургии (А. Ф. Ланда), сопромата (И. М. Беляев), начертательной геометрии и графики (А. М. Скворцов); химии (В. Г. Георгиевский), деталей машин и транспортных сооружений (С. К. Руженцев), кафедра холодной обработки металлов (Я. М. Хаймович), ныне кафедра информатики и процессов управления, электротехники (А. В. Круковский), иностранных языков (М. И. Михаловская), военной и физкультурной подготовки (М. С. Тимофеев), основ марксизма-ленинизма и политэкономии (В. И. Докукин). Также начали работу кафедры: баллистики, технологии производства снарядов, мин и авиабомб и др.
Общее число преподавателей составило 101 человек. Временным исполняющим обязанности директора института назначен директор полиграфического института Алексей Дыгерн, временным исполняющим обязанности его заместителя — зам. директора полиграфического института Леонид Бахметьев.
1 апреля 1943 года инженер Антон Фоменко был назначен директором ММИБ. В 1944 году институту был предоставлен ещё дом № 12 на Малой Пионерской улице. Весной 1945 года состоялся первый выпуск.
16 января 1945 года ММИБ был переименован в Московский механический институт (ММИ). В 1952 году по Постановлению Правительства СССР были созданы первые четыре отделения в закрытых городах (Озёрск, Новоуральск, Лесной, Саров) для подготовки кадров для предприятий атомной отрасли. В 1953 году директором ММИ назначена профессор К. В. Шалимова.
28 октября 1953 года переименован в Московский инженерно-физический институт (МИФИ). В 1962 году открыт комплекс зданий МИФИ по Каширскому шоссе. В 1967 году пущен исследовательский реактор МИФИ.
22 ноября 1993 года приказом Госкомвуза России название было изменено на «Московский государственный инженерно-физический институт (технический университет)».
13 декабря 2001 года Приказом Министерства образования РФ название изменено на «Московский инженерно-физический институт (государственный университет)».
В апреле 2009 года решением Правительства РФ переименован «Национальный исследовательский ядерный университет «МИФИ» и реорганизован путём присоединения к нему пяти образовательных учреждений высшего образования и 12 образовательных учреждений среднего профессионального образования, расположенных в городах присутствия Госкорпорации Росатом.

## Деятельность
Участник Проекта 5-100 (Проект повышения конкурентоспособности ведущих российских университетов среди ведущих мировых научно-образовательных центров), по итогам анализа отчётов участников проекта за 2017 год является одним из лидеров наряду с МФТИ, НИТУ «МИСиС», НГУ, НИУ ВШЭ, НИУ ИТМО и ТГУ.
Совместно с ВАВТ запустил образовательную программу «двойного диплома» по направлениям «Ядерные физика и технологии» и «Экономика».

## Репутация и рейтинги
В 2021 году университет вошёл более чем в 20 предметных рейтингов QS, THE, ARWU, U.S. News & World Report, RUR и др., а также вошёл во все ведущие глобальные институциональные рейтинги. В общем рейтинге Round University Rankings НИЯУ МИФИ в 2012 году занимал 531 место в мире, а в 2022 году впервые вошёл в топ-100 лучших университетов мира и занял 96 место. В американском рейтинге U.S. News & World Report по направлению Physics НИЯУ МИФИ последовательно улучшал свои позиции со 127 места (2016 год) до 34 места в мире (2021 год). Последние 8 лет (с 2014 по 2022) НИЯУ МИФИ входит в топ-100 британского рейтинга QS Physics & Astronomy.
| U.S. News & World Report Physics       | ТОП 35  |
| RUR Natural Sciences                   | ТОП 40  |
| QS Physics & Astronomy                 | ТОП 100 |
| NTU Ranking Physics                    | ТОП 100 |
| RUR Technical Sciences                 | ТОП 100 |
| THE Physical Sciences                  | ТОП 125 |
| QS Natural Sciences                    | ТОП 150 |
| U.S. News & World Report Optics        | ТОП 225 |
| U.S. News & World Report Space Science | ТОП 250 |

| THE World University Rankings: industry income pillar                    | ТОП 20  |
| U-Multirank (Students mobility)                                          | ТОП 25  |
| U-Multirank (Regional joint publications)                                | ТОП 25  |
| U-Multirank (Innovative Forms of Assessment)                             | ТОП 25  |
| U-Multirank (Cooperation Index)                                          | ТОП 25  |
| THE Emerging Economies University Rankings                               | ТОП 30  |
| QS Emerging Europe & Central Asia                                        | ТОП 35  |
| RUR World University Rankings                                            | ТОП 100 |
| QS Graduate Employability Ranking (Graduate employment rate)             | ТОП 100 |
| QS Graduate Employability Ranking (Employer-student connection)          | ТОП 100 |
| THE Most international universities in the world                         | ТОП 125 |
| Московский международный рейтинг вузов «Три миссии университета»         | ТОП 150 |
| THE University Impact Rankings (Industry, Innovation and Infrastructure) | ТОП 200 |

| Национальный рейтинг университетов «Интерфакс»                  | 2 |
| Forbes                                                          | 3 |
| ARES (Academic Ranking of World Universities-European Standard) | 3 |
| Рейтинг лучших вузов России RAEX                                | 4 |

| RAEX Ядерные физика и технологии                                            | 1   |
| Forbes, Качество образования                                                | 1   |
| МИА Россия сегодня, Востребованность российских инженерных вузов            | 1   |
| МИА Россия сегодня, Российские вузы глазами студентов                       | 1   |
| АЦ «Эксперт» Физика и астрономия                                            | 1-2 |
| RAEX Физика                                                                 | 3   |
| RAEX Технологии материалов                                                  | 3   |
| SuperJob, Уровень зарплат выпускников в IT сфере                            | 2-4 |
| АЦ «Эксперт» Рейтинг предпринимательских университетов и бизнес-школ России | 6   |

## Структура
С 2016 года набор на основные образовательные программы высшего образования в НИЯУ МИФИ проводится в новые структурные подразделения:

### Институты и факультеты (Московская площадка)[48]
- Институт ядерной физики и технологий (ИЯФиТ), научный руководитель — Александр Николаевич Васильев
- Институт лазерных и плазменных технологий (Институт «ЛаПлаз»), директор — Андрей Петрович Кузнецов
- Институт нанотехнологий в электронике, спинтронике и фотонике (ИНТЭЛ), директор — Михаил Николаевич Стриханов
- Институт интеллектуальных кибернетических систем (ИИКС), научный руководитель — Алексей Самсонович
- Институт физико-технических интеллектуальных систем (ИФТИС), и.о. директора — Юрков Дмитрий Игоревич
- Инженерно-физический институт биомедицины (ИФИБ), научный руководитель — Олег Викторович Кабашин, директор — Александр Александрович Гармаш
- Институт финансовых технологий и экономической безопасности (ИФТЭБ), директор — Анна Николаевна Норкина[49]
- Институт международных отношений (ИМО)
- Высшая инжиниринговая школа (ВИШ), заместитель директора ВИШ МИФИ — Жабицкий Михаил Георгиевич[50]
- Факультет бизнес-информатики и управления комплексными системами (ФБИУКС), декан — Александр Валентинович Путилов
- Факультет очно-заочного (вечернего) обучения (ВФ), декан — Борис Фёдорович Ануфриев

### Прочие образовательные структуры
- Институт общей профессиональной подготовки (ИОПП), директор — Дмитрий Александрович Самарченко
- Институт фундаментальных проблем социо-гуманитарных наук (ИФП СГН)
- Факультет иностранных учащихся (И)
- Факультет повышения квалификации и переподготовки кадров (ФПКПК), декан — Сергей Васильевич Киреев

### Обособленные структурные подразделения (филиалы)[51]
Обнинский институт атомной энергетики НИЯУ МИФИ — ИАТЭ НИЯУ МИФИ (г. Обнинск) (ВО и СПО)  (в 2009 г. вошёл в состав университета)
Озёрский технологический институт НИЯУ МИФИ — ОТИ НИЯУ МИФИ (г. Озерск) (ВО и СПО)
Технологический институт НИЯУ МИФИ — ТИ НИЯУ МИФИ (г.  Лесной) (ВО и СПО) 
Трехгорный технологический институт НИЯУ МИФИ — ТТИ НИЯУ МИФИ (г. Трехгорный) (ВО и СПО)
Северский технологический институт НИЯУ МИФИ — СТИ НИЯУ МИФИ (г. Северск) (ВО)   (в 2009 году вошёл в состав университета)
Саровский физико-технический институт НИЯУ МИФИ - СарФТИ НИЯУ МИФИ (г.Саров) (ВО и СПО) (основан в 1952 г, в 2009 году вошёл в состав университета)
Снежинский физико-технический институт НИЯУ МИФИ - СФТИ НИЯУ МИФИ (г. Снежинск) (ВО и СПО)    (в 2009 году вошёл в состав университета)
Волгодонский инженерно-технический институт НИЯУ МИФИ - ВИТИ НИЯУ МИФИ (г. Волгодонск) (ВО и СПО)
Новоуральский технологический институт НИЯУ МИФИ - НТИ НИЯУ МИФИ (г. Новоуральск) (ВО и СПО)
Димитровградский инженерно-технологический институт  НИЯУ МИФИ — ДИТИ НИЯУ МИФИ (г. Димитровград) (ВО и СПО)  
Балаковский инженерно-технологический институт НИЯУ МИФИ — БИТИ НИЯУ МИФИ (г. Балаково) (ВО и СПО)
Нововоронежский политехнический институт НИЯУ МИФИ — НВПИ НИЯУ МИФИ (г. Нововоронеж) (ВО и СПО)
Алматинский филиал НИЯУ МИФИ — АФ НИЯУ МИФИ (Казахстан, Алматы) (ВО) (основан в 2022 г.)
Ташкентский филиал НИЯУ МИФИ — ТФ НИЯУ МИФИ (Узбекистан, Ташкент) (ВО) (основан в 2018 г.)
*ВО - высшее образование
**СПО - среднее профессиональное образование

### Филиалы: колледжи[51]
- Московский областной политехнический колледж НИЯУ МИФИ — МОПК НИЯУ МИФИ (г. Электросталь) (СПО)
- Уральский технологический колледж НИЯУ МИФИ — УрТК НИЯУ МИФИ (г. Заречный) (СПО) (г. Заречный (Свердловская область))

### Довузовская подготовка[55]
Предуниверситарий НИЯУ МИФИ 
- Лицей № 1511
- Лицей № 1523
- Центр технологической поддержки образования НИЯУ МИФИ
- Вечерний лицей

Предуниверситарий Технологического института НИЯУ МИФИ (г.  Лесной)

## Работа со школами
В 2013 году в рамках Пилотного проекта Департамента образования города Москвы по организации профильного обучения в федеральных государственных образовательных организациях высшего образования (постановление Правительства Москвы № 566-ПП) создан Предуниверситарий НИЯУ МИФИ, который является частью единой университетской системы подготовки инженерных кадров, обеспечивающей качество инженерного образования мирового уровня. В составе Предуниверситария: университетский лицей № 1511, университетский лицей № 1523, центр довузовской подготовки, центр технологической поддержки образования, профильные классы подшефных школ, исследовательские лаборатории в школах и лицеях.
Университет организует проведение олимпиад для школьников: отраслевая физико-математическая олимпиада «Росатом», Всероссийский конкурс научных работ школьников «Юниор», Инженерная олимпиада школьников (совместно с другими вузами: МГУПС (МИИТ), НГТУ, СГАУ, СПбГЭТУ «ЛЭТИ»). Данные олимпиады входят в перечень олимпиад, который ежегодно формирует Российский совет олимпиад школьников (РСОШ).
НИЯУ МИФИ ведёт ряд образовательных проектов совместно с Госкорпорацией «Росатом» в городах расположения предприятий атомной отрасли. В рамках проекта «Школа Росатома» для учителей естественнонаучного цикла проводятся курсы повышения квалификации и вебинары; для школьников читаются дистанционные лекции по подготовке к ЕГЭ, к олимпиадам, популярные лекции. При научно-методической поддержке НИЯУ МИФИ открыты Атомклассы в городах: Ангарск, Волгодонск, Глазов, Зеленогорск, Ковров, Нижний Новгород, Новоуральск, Ростов-на-Дону, Северск, Электросталь и др.

## Учебный комплекс

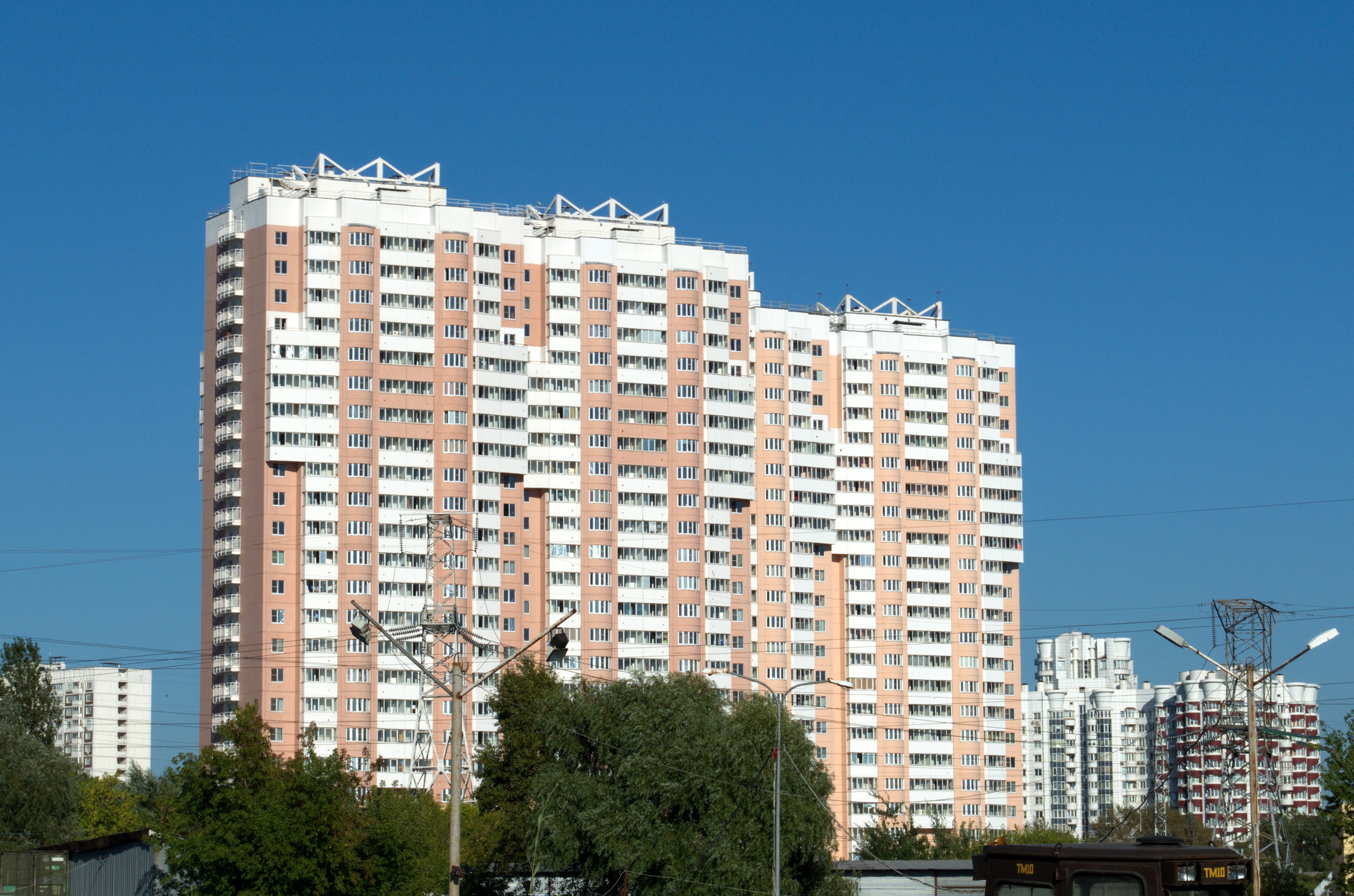
Общежития МИФИ по улице Москворечье

Студенческий читальный зал украшает панно, созданное Шварцманом М. М. в соавторстве с Дауманом Г. А. в 1963 г.

Комплекс корпусов института был построен в 60-х годах XX века на Каширском шоссе.
В 2005 году были сданы в эксплуатацию новые 24-этажные здания, представляющие современный комфортабельный гостиничный комплекс квартирного типа общей площадью более 60 000 м² по адресу улица Москворечье, дом 2.
Комплекс МИФИ является системой учебных, служебных и научных корпусов. Главный корпус — 4-этажное здание, в котором располагаются кабинеты руководства и проходит большинство занятий. К нему относятся библиотека и 2 крупнейшие аудитории. Системой коридоров главный корпус связан с 4-этажными корпусами «А» (где расположены физические учебные лаборатории) и «Б», а те, в свою очередь, с «В» (компьютерные и электротехнические лаборатории), «Э» и «Д». «А» и «Б» связаны с 2-этажным корпусом «50» (столовая и библиотека). Отдельно стоят спорткомплекс, технопарк, корпуса «Т», «И», «К». Кроме реактора здесь расположены нейтронный генератор, подкритические сборки, Радиационно-ускорительный центр, Наноцентр, Лазерный центр.
К украшению внутренних стен университета в 1963 году (при строительстве нового здания МИФИ) по инициативе архитектора Александра Васильевича Короткова были привлечены художник, график и монументалист Михаил Матвеевич Шварцман (1926—1997) и архитектор, художник и скульптор-монументалист Григорий Абрамович Дауман (1924—2007). В соавторстве художники создали в главном корпусе НИЯУ МИФИ три мозаичных рельефных панно из цемента и смальты. Их ещё называют иературами — по самоназванию системы «иератизм» (от древнегреческого hieros, «священный»), которая была основана М. М. Шварцманом, обращена к сложным философско-религиозным аспектам бытия и построена на толковании знака как образа. Две иературы расположены при входе в вестибюль здания: слева — панно «Обуздание атомной энергии». На нём могучая мужская рука удерживает под уздцы атомного коня, изображение которого украшает теперь эмблему НИЯУ МИФИ. Панно справа показывает, как человеческий взор проникает в суть атома. На обеих работах вязь из формул ядерной физики. В двухэтажном читальном зале МИФИ находится третье панно, изображающее вехи созидания советского периода истории России, освещая вклад учёных в развитие ядерной науки. Панно были удостоены 1-й премии на Всесоюзной выставке монументального искусства.
В университете имеется обширная система подземных коммуникаций. На территории расположены служебные склады и ангары. В подвале главного корпуса университета создан православный домовый храм.
Библиотека
Библиотека Московского механического института, впоследствии Московского инженерно-физического института была создана в январе 1943 г. Приказом Народного Комиссариата боеприпасов.Книжный фонд в 83 000 экземпляров был получен в дар от библиотеки Наркомата боеприпасов и Полиграфического института.

Автоматизированная система выдачи литературы и контроля сроков её возврата

В 1970—1980-е годы в библиотеке МИФИ была разработана и внедрена автоматизированная система выдачи литературы и контроля сроков её возврата.
Наиболее полно в библиотечном фонде представлена литература по естественнонаучной тематике, учебные и научные издания авторов НИЯУ МИФИ. В библиотечном фонде сохраняются первые издания классических учебников: по физике В. М. Галицкого, И. Е. Иродова, И. В. Савельева, математической физике А. В. Бицадзе, по математике А. Н. Тихонова и др. На этих учебниках учатся уже несколько поколений студентов.
Значительный объём занимает фонд диссертаций, защищенных в МИФИ. Самая ранняя из представленных в фонде — диссертация кандидата технических наук Мелешкиной Л. П. 1944 г. В фонде хранятся редкие издания: диссертации Басова Н. Г., лауреата Нобелевской премии, учёных с мировым именем Гальпера А. М., Долгошеина Б. А., ректоров МИФИ Кириллова-Угрюмова В. Г., Колобашкина В. М., Шальнова А. В., Оныкия Б. Н., Стриханова М. Н., Шевченко В. И. и многих других.
Полная информация о составе библиотечного фонда представлена в электронных каталогах на сайте центра.
Аллея Нобелевских лауреатов

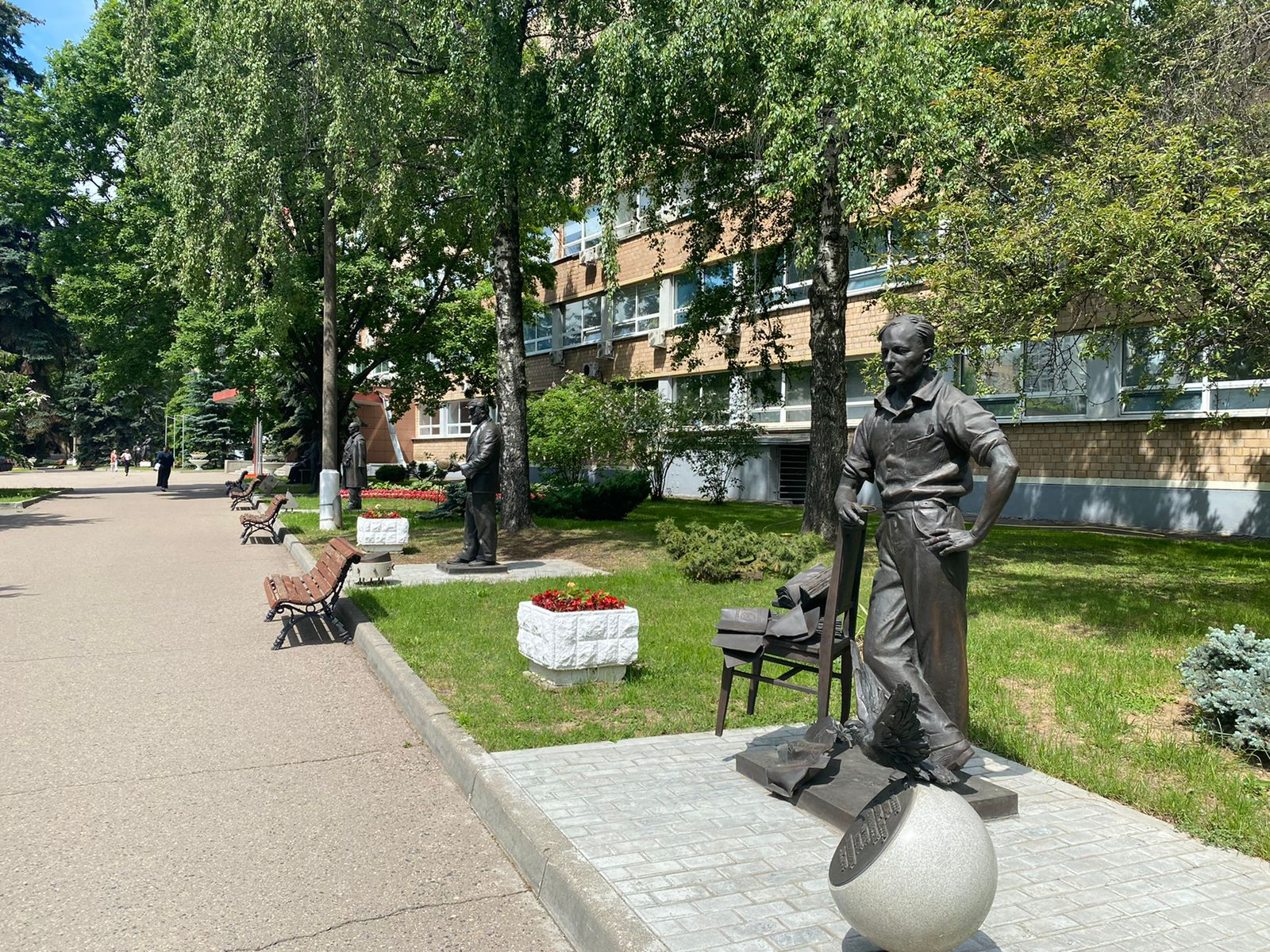
Вид на Аллею Нобелевских лауреатов возле главного корпуса НИЯУ МИФИ

В 2017 году на территории НИЯУ МИФИ у главного корпуса была заложена Аллея нобелевских лауреатов в память о шести лауреатах Нобелевской премии, которые учились или работали в стенах МИФИ: Н. Г. Басов, Н. Н. Семёнов, П. А. Черенков, И. Е. Тамм, А. Д. Сахаров, И. М. Франк.
23 октября 2017 года к 70-летию со дня основания МИФИ на аллее был открыт первый памятник — выпускнику, а впоследствии заведующему кафедрой квантовой электроники, лауреату Нобелевской премии по физике (1964) Н. Г. Басову (14.12.1922 — 01.07.2001)
.
3 сентября 2018 года был открыт памятник И. Е. Тамму (08.07.1895 — 14.04.1971) — основателю и первому заведующему кафедрой теоретической ядерной физики, лауреату Нобелевской премии по физике (1958), учёному, благодаря которому в университетские учебные программы по физике вошли квантовая механика и теория относительности.
9 апреля 2019 года Аллея пополнилась памятником лауреату Нобелевской премии по химии (1956) — автору теории цепных реакций, создателю кафедры химической физики МИФИ Н. Н. Семенову (15.04.1896 — 25.09.1986).
Кроме того, у главного корпуса МИФИ 6 марта 2020 года был установлен трёхфигурный монумент, посвящённый активным участникам атомного проекта.
Памятник представляет собой три фигуры: И. В. Курчатова, Я. Б. Зельдовича и Ю. Б. Харитона, объединённые хрустальным атомом. На лицевой части постамента выбита надпись «Создателям советского атомного проекта».
25 мая 2021 года на Аллее нобелевских лауреатов был открыт памятник академику А. Д. Сахарову (21.05.1921 — 14.12.1989), одному из создателей советской водородной бомбы, а впоследствии правозащитнику, получившему Нобелевскую премию мира (1975) и преподававшему в МИФИ в 1949—1950 годах.
24 ноября 2021 года был открыт памятник профессору МИФИ, лауреату Нобелевской премии по физике (1958), академику П. А. Черенкову (28.07.1904 — 06.01.1990).
5 сентября 2022 года на территории главного корпуса института был открыт памятник лауреату Нобелевской премии по физике И. М. Франку.
Автором памятников нобелевским лауреатам является Александр Миронов.

## Храм и кафедра теологии
4 марта 2010 года в МИФИ был освящён домовый храм в честь Смоленской иконы Божией Матери. В этом храме регулярно проводятся службы, действует официальный сайт. К освящению храма, по инициативе Совета Ветеранов МИФИ, с согласия руководства Университета, на территории МИФИ был установлен поклонный православный крест.
Чин освящения совершил Патриарх Кирилл. В этот же день прошла встреча Патриарха с преподавателями и студентами МИФИ. Визит патриарха сопровождался скандалом. Часть студентов возмутилась решением ректора установить православный крест на месте «памятника исследователю», на постаменте которого было написано «Дорогу осилит идущий».
15 октября 2012 года Учёным советом МИФИ было принято решение об открытии кафедры теологии, которую возглавил митрополит Волоколамский Иларион (Алфеев). Это вызвало волну возмущений и горячих дискуссий в интернете. Против такого решения выступили также и учёные; как отмечает директор Международного института политической экспертизы Евгений Минченко, философские размышления на стыке физики и богословия — дело полезное, но заниматься ими следует не под патронажем государства. «Есть естественнонаучные знания, которые учёные предоставляют в распоряжение общества, и любые общественные группы, в том числе РПЦ, вправе их интерпретировать. Но делать это нужно за пределами государственных учебных заведений и за свои деньги», — говорит он.
В июне 2013 года на платформе «Демократор» было размещено коллективное обращение протестующих против работы в Национальном исследовательском ядерном университете МИФИ кафедры теологии к министру образования и науки РФ Дмитрию Ливанову.
Некоторые учёные сочли, что теология в техническом университете дискредитирует вуз. Проведённый в социальной сети Гайдпарк опрос по теме «Нужна ли учёным-ядерщикам МИФИ кафедра теологии?» показал, что большинство категорически против вмешательства религии в науку и светское образование. 897 человек на данный вопрос ответили «Нет, не нужна. Наука должна быть свободной от слепой религиозной веры», против 147 ответивших утвердительно (73 затруднились ответить, 112 предложили свой вариант). В знак протеста против открытия кафедры теологии из «ядерного университета» уволился физик Антон Буслов.
Позднее было объявлено, что кафедра не будет выпускающей, а обучение на ней станет факультативным.

## Новые лаборатории (лаборатории ведущих учёных)
Лаборатория нано-биоинженерии НИЯУ МИФИ основана в рамках Договора № 11.G34.31.0050 между Министерством образования и науки Российской Федерации, НИЯУ МИФИ и ведущим учёным, д.х.н., проф. Игорем Р. Набиевым по постановлению Правительства РФ от 9 апреля 2010 г. № 220 «О мерах по привлечению ведущих учёных в российские образовательные учреждения высшего профессионального образования».
Лаборатория электромагнитных методов производства новых материалов была организована в ноябре 2011 года. Руководителем этой лаборатории назначен ведущий учёный профессор Олевский Евгений Александрович. Эта лаборатория финансируется грантом № 11.G34.31.0051 «Перспективные технологии получения новых материалов» Правительства РФ для государственной поддержки научных исследований, проводимых под руководством ведущих учёных .
Лаборатория экспериментальной ядерной физики основана в рамках Договора № 11.G34.31.0049 между Министерством образования и науки Российской Федерации, НИЯУ МИФИ и ведущим учёным, проф. Ефременко Юрием Валентиновичем. Лаборатория занимается разработкой перспективных детекторных технологий, имеющих важное практическое значение как для постановки физических опытов, имеющих фундаментальное значение, так и для разработки новых детекторных технологий, необходимых для решения насущных практических задач в ядерной энергетике и ядерной медицине.
Под руководством профессора Сергея Игоревича Крашенинникова (Калифорнийский университет Сан-Диего, Калифорния, США) в 2014 году создана лаборатория «Взаимодействие плазмы с поверхностью и плазменные технологии»

## Преподаватели и организаторы научно-образовательной деятельности МИФИ
С 2013 года в состав научно-педагогических работников активно привлекаются профессора и сотрудники зарубежных университетов и научно-исследовательских организаций. По итогам мониторинга 2016 года профессорско-преподавательский состав НИЯУ МИФИ — 1294 человека (включая 539 совместителей), из них имеют учёную степень: доктора наук — 388 человек, кандидата наук/PhD — 647 человек. Имеют учёное звание: профессор — 220 человек, доцент — 257 человека. В составе НПР 163 ставки занимают иностранные сотрудники.

### Директора и ректоры
1. Алексей Никитович Дыгерн (временный исполняющий обязанности директора ММИБ; 23 ноября 1942 — 31 марта 1943)
2. Антон Николаевич Фоменко (директор ММИБ; 1 апреля 1943 — 17 января 1944)
3. Михаил Гаврилович Ефимов (директор ММИБ; 18 января 1944 — 27 ноября 1944)
4. Александр Фёдорович Ланда (директор ММИБ до 16 января 1945, затем — директор ММИ; 28 ноября 1944 — 25 мая 1948)
5. Юлий Авраамович Шувалов (директор ММИ; 26 мая 1948 — 12 октября 1953)
6. Клавдия Васильевна Шалимова (директор ММИ; 13 октября 1953; c 27 октября 1953 — директор МИФИ)
7. Иван Иванович Новиков (директор МИФИ; 7 мая 1956 — 5 июня 1959)
8. Виктор Григорьевич Кириллов-Угрюмов (директор МИФИ; 6 июня 1959 — декабрь 1974; c 1961 года — ректор)
9. Виктор Михайлович Колобашкин (3 января 1975 — 23 сентября 1984)
10. Александр Всеволодович Шальнов (23 ноября 1984 — март 1997)
11. Борис Николаевич Оныкий (30 мая 1997 — март 2007)
12. Михаил Николаевич Стриханов (с 16 апреля 2007 — 1 июля 2021)
13. Шевченко, Владимир Игоревич (с 3 июля 2021 года)[104]

### Нобелевские лауреаты
- Басов, Николай Геннадиевич
- Сахаров, Андрей Дмитриевич
- Семёнов, Николай Николаевич
- Тамм, Игорь Евгеньевич
- Франк, Илья Михайлович
- Черенков, Павел Алексеевич

### Действительные членыАН СССРиРАН
| - Аврорин, Евгений Николаевич - Адушкин, Виталий Васильевич - Александров, Анатолий Петрович - Арцимович, Лев Андреевич - Басов, Николай Геннадиевич - Беляев, Спартак Тимофеевич - Гольданский, Виталий Иосифович - Зельдович, Яков Борисович - Каган, Юрий Моисеевич - Кикоин, Исаак Константинович | - Крохин, Олег Николаевич - Курчатов, Игорь Васильевич - Лейпунский, Александр Ильич - Леонтович, Михаил Александрович - Литвинов, Борис Васильевич - Мигдал, Аркадий Бенедиктович - Миллионщиков, Михаил Дмитриевич - Михайлов, Виктор Никитович - Новиков, Иван Иванович - Окунь, Лев Борисович | - Померанчук, Исаак Яковлевич - Пономарёв-Степной, Николай Николаевич - Скринский, Александр Николаевич - Субботин, Валерий Иванович - Тихонов, Андрей Николаевич - Трутнев, Юрий Алексеевич - Фейнберг, Евгений Львович - Феоктистов, Лев Петрович - Черенков, Павел Алексеевич |

## Критика
Лауреат Нобелевской премии, профессор Манчестерского университета Андрей Гейм в нобелевской автобиографии отмечал, что в середине 70-х годов он дважды не смог поступить в МИФИ, потому что из-за своей фамилии, в условиях антисемитизма в СССР, он оказывался на вступительных экзаменах в той аудитории, где абитуриентов намеренно «заваливали»: «До того как ты заходишь в эту аудиторию, ты видишь на стенде один список с фамилиями абитуриентов: Гофман, Кацнельсон, Гейм и т. п., а в другом списке — Иванов, Петров, Сидоров. И с нами обращались совершенно позорно даже для советской системы».